# Anchialina dentata
Anchialina dentata är en kräftdjursart som beskrevs av Pillai 1964. Anchialina dentata ingår i släktet Anchialina och familjen Mysidae. Inga underarter finns listade i Catalogue of Life.